# Bill S. Ballinger
Pour les articles homonymes, voir Bill Ballinger et Ballinger (homonymie).
Œuvres principales
- Version originale (1950)

Bill S. Ballinger, né William Sanborn Ballinger, le 13 mars 1912 à Oskaloosa, en Iowa, et mort le 23 mars 1980 à Tarzana, en Californie, est un scénariste et un écrivain américain de roman policier et de roman d'espionnage.

## Biographie
Après l'obtention d'un diplôme en droit de l'Université du Wisconsin, Ballinger occupe un poste administratif à New York.  La Grande Dépression le contraint à divers petits métiers : travailleur dans une aciérie, vendeur de gravures, créateur de couvertures de magazines et de caricatures.  Dans les années 1940, il fréquente le milieu de la publicité radio et devient producteur d'émissions, tel le Dinah Shore Show (en).  C'est à la fin de cette décennie qu'il commence à signer Bill S. Ballinger des romans noirs qui rencontrent le succès à partir de Version originale (Portrait in Smoke, 1950).  À gorge déployée (The Longest Yard) est nommé pour l'Edgar du meilleur roman en 1958. Au milieu des années 1960, ses publications s'engagent résolument dans le roman d'espionnage, notamment avec la série ayant pour héros Joaquin Hawks, agent secret de la CIA.
Scénariste, il travaille surtout pour la télévision, parfois sous le pseudonyme de B. X. Sanborn, écrivant notamment onze épisodes pour la série Mike Hammer, sept pour Alfred Hitchcock présente, trois pour L'Homme de fer, deux pour Cannon et un pour Bonanza et pour Au-delà du réel (The Outer Limits). Il est nommé pour l'Edgar 1961 du meilleur scénario d'un épisode de série télévisée pour The Day of the Bullet, épisode 20 de la saison 5 du Alfred Hitchcock présente.
De 1977 à 1979, il est professeur associé en écriture à l'Université d'État de Californie.
Ballinger est décédé d'un cancer en 1980.

## Œuvre

### Romans

#### SérieBarr Breed
- The Body in the Bed (New York, Harper, 1948) Publié en français sous le titre Ne gigote plus !, Paris, Presses de la Cité, coll. Un mystère no 73, 1951
- The Body Beautiful (New York, Harper, 1949) Publié en français sous le titre Le Cadavre doré, Paris, Presses de la Cité, coll. Un mystère no 65, 1951 ; réédition, Paris, Presses de la Cité, coll. Classiques du Roman Policier no 10, 1979

#### SérieJoaquin Hawks
- The Spy in the Jungle (New York, New American Library, 1965) Publié en français sous le titre L'Espion dans la jungle, Paris, Gallimard, Série noire no 992, 1965
- The Chinese Mask (New York, New American Library, 1965) Publié en français sous le titre Le Cirque de Pékin, Paris, Gallimard, Série noire no 1037, 1966
- The Spy in Bangok (New York, New American Library, 1965)
- The Spy at Angor Wat (New York, New American Library, 1966) Publié en français sous le titre Rapt à Angkor-Vat, Paris, Gallimard, Série noire no 1101, 1967
- The Spy in the Java Sea (New York, New American Library, 1966) Publié en français sous le titre En Java, Paris, Gallimard, Série noire no 1120, 1967

#### Autres romans
- Portrait in Smoke ou The Deadlier Sex (New York, Harper, 1950) Publié en français sous le titre Version originale, Paris, Presses de la Cité, coll. Un mystère no 50, 1951 ; réédition, Paris, Presses de la Cité, coll. Mystère no 127, 1971 ; réédition, Paris, Beauval/Saint-Clair, coll. Les Grands Maîtres du roman policier, 1975 ; réédition in Polars, années cinquante, vol. 1, Paris, Omnibus, 1995 ; réédition, Paris, E.J.L., coll. Librio no 244, 1998 ; réédition, Paris, Minerve, 2000
- The Darkening Room (New York, Harper, 1952) Publié en français sous le titre On frappe à la porte, Paris, Presses de la Cité, coll. Un mystère no 115, 1953 ; réédition Paris, Presses Pocket no 1088, 1974
- Rafferty ou The Beautiful Trap (New York, Harper, 1953) Publié en français sous le titre Changement de décor, Paris, Presses de la Cité, coll. Un mystère no 145, 1953 ; réédition Paris, Presses Pocket no 1164, 1975 ; réédition in Polars, années cinquante, vol. 4, Paris, Omnibus, 1998
- The Tooth and the Nail (New York, Harper, 1955) Publié en français sous le titre Une dent contre lui, Paris, Presses de la Cité, coll. Un mystère no 250, 1956 ; réédition, Paris, Presses de la Cité, coll. Mystère no 170, 1972 ;  réédition in Polars, années cinquante, vol. 3, Paris, Omnibus, 1999
- The Black Black Hearse (New York, St. Martin's Press, 1955) - signé Frederic Fryer
- The Longest Second (New York, Harper, 1957) Publié en français sous le titre À gorge déployée, Paris, Presses de la Cité, coll. Un mystère no 426, 1958 ; réédition, Paris, Presses de la Cité, coll. Mystère no 164, 1972 ; réédition in Polars, années cinquante, vol. 2, Paris, Omnibus, 1996
- The Wife of the Red-Haired Man (New York, Harper, 1957) Publié en français sous le titre La Femme du rouquin, Paris, Presses de la Cité, coll. Un mystère no 367, 1957
- Beacon in the Night (New York, Harper, 1958)
- Formula For Murder (New York, New American Library, 1958)
- The Doom Maker (New York, Dutton, 1959) - signé B.X. Sanborn.
- The Fourth Forever (New York, Harper, 1963)
- Not I Said the Vixen (New York, Fawcett, 1965)
- The Heir Hunters (New York, Harper, 1966)
- The Source of Fear (New York, New American Library, 1968) Publié en français sous le titre La Source de la peur, Paris, Gallimard, Série noire no 1426, 1971
- The 49 Days of Death (Los Angeles, Pyramid, 1969)
- Heist Me Higher (New York, New American Library, 1969)
- The Lopsided Man (Los Angeles, Pyramid, 1969)
- The Corsican (New York, Dodd Mead, 1974)
- The Law (New York, Warner, 1975), novellisation
- The Ultimate Warrior (New York, Warner, 1975)
- Lost City of Stone (New York, Simon & Schuster, 1978)

### Nouvelles
- The Absence, the Darkness, the Death (1957)
- The Mice (1978), en collaboration avec Louis R. Morheim, d'après le scénario de l'épisode éponyme de la série télévisée Au-delà du réel (The Outer Limits)

## Filmographie

### Adaptations des romans au cinéma
- 1954 : Du plomb pour l'inspecteur (Pushover), film américain réalisé par Richard Quine, adaptation du roman Changement de décor (Rafferty), avec Fred MacMurray et Kim Novak
- 1956 : Wicked as They Come (en), film britannique réalisé par Ken Hughes, adaptation de Version originale (Portrait in Smoke), avec Arlene Dahl et Philip Carey

### Scénarios originaux au cinéma
- 1964 : Le Tueur de Boston, film américain réalisé par Burt Topper, scénario signé de Bill S. Ballinger, avec Victor Buono et David McLean
- 1965 : Operation C.I.A. (en), film américain réalisé par Christian Nyby, d'après un scénario signé Bill S. Ballinger, avec Burt Reynolds

## Prix et nomination

### Nomination
- Prix Edgar-Allan-Poe 1958 du meilleur roman pour The Longest Second[1]

## Sources
- Claude Mesplède (dir.), Dictionnaire des littératures policières, vol. 1 : A - I, Nantes, Joseph K, coll. « Temps noir », 2007, 1054 p. (ISBN 978-2-910686-44-4, OCLC 315873251), p. 142-143.
- Claude Mesplède, Les années "Série noire" : bibliographie critique d'une collection policière, vol. 1 : 1945-1959, Amiens, Editions Encrage, coll. « Travaux » (no 13), 1992 (ISBN 978-2-906389-34-2).
- Claude Mesplède, Les années "Série noire" : bibliographie critique d'une collection policière, vol. 2 : 1959-1966, Amiens, Editions Encrage, coll. « Travaux » (no 17), 1993 (ISBN 978-2-906389-43-4).
- Claude Mesplède, Les années "Série noire" : bibliographie critique d'une collection policière, vol. 3 : 1966-1972, Amiens, Editions Encrage, coll. « Travaux / 22 », 1994 (ISBN 978-2-906389-53-3).
- Claude Mesplède et Jean-Jacques Schleret, SN, voyage au bout de la Noire : inventaire de 732 auteurs et de leurs œuvres publiés en séries Noire et Blème : suivi d'une filmographie complète, Paris, Futuropolis, 1982, 476 p. (OCLC 11972030), p. 24-25.